# 黃泰山
黃泰山（1964年7月10日—），台灣動物權利與台獨左派人士，國立臺灣大學哲學系畢業，曾任台灣貓狗人共和國協會理事長、新北市板橋社區大學專員、台灣動物保護聯盟執行長、台灣動保法修法聯盟執行長。

## 經歷
1991年，美國的台灣留學生鍾維達與黃泰山分別於台灣環境保護聯盟、中國文化大學、淡江大學、東吳大學、國立中興大學法商學院、東海大學等學校舉辦讀書會，串聯左傾學生。1992年中華民國立法委員選舉，鍾、黃與左傾學生擔任民主進步黨候選人陳婉真的助選員。1992年9月，台獨左派人士張金策返台被捕但隨即交保釋放，張、鍾、黃等台獨左派人士決定籌辦《群眾》雜誌。
2009年11月16日，當時就讀國立清華大學博士班的黃泰山與就讀國立臺灣大學博士班的朱政騏針對臺灣進口美國牛肉問題，在立法院外蓋草席反對開放美國牛肉進口。
2010年9月24日，黃泰山與台灣動物社會研究會等團體發起「為流浪動物苦爬」行動替流浪動物請命，黃泰山帶頭爬行一段路後由同伴攙扶起身。
2011年7月4日，黃泰山發起愛護動物人士到新北市政府大樓門口舉辦「犬魂祭」，抗議新北市政府編列經費以安樂死撲殺流浪狗，建議新北市政府在偏遠地區與工廠集中地推行家犬免費巡迴結紮服務。 
2013年3月27日，高雄市關懷流浪動物協會串聯台灣各地愛護動物人士到民進黨中央黨部，抗議民進黨高雄市議員林芳如公開侮辱稱愛護動物人士像黑社會，黃泰山等人拿著“我不是黑社會，我只是一隻狗”、“抹黑動保，全台愛狗人士要求道歉”、“動保不是黑社會”等抗議標語要求林芳如公開道歉，也要求民進黨主席蘇貞昌道歉並介入處理。
2013年8月5日，黃泰山在行政院農業委員會大樓前將自己關進狗籠並絕食，抗議農委會假借狂犬病疫情放任地方政府濫捕流浪貓犬，「以防疫之名，行屠殺流浪貓犬之實」。2013年8月19日，台灣貓狗人共和國協會號召二十多人至農委會前抗議農委會擬以14隻米格魯進行狂犬病毒動物實驗，黃泰山在農委會前「絕食斷水」靜坐抗議約三小時後昏倒送醫而結束抗議。
2014年1月10日，中華民國總統馬英九在總統府約見包含台灣動物社會研究會在內的4個動保團體及學者對話，但黃泰山邀集其他56個動保團體到總統府旁發表聯合聲明要求召開「全國動保會議」，隨後到總統府遞交陳情書。
2014年4月13日，黃泰山擅自進入新北市三重區福德北路某社區內，破壞擺放於後巷的誘貓籠並放走被捕的流浪貓；該社區管理委員會報警處理，黃泰山遭當地派出所帶回。
2014年10月16日，台灣環境保護聯盟、台灣動物保護聯盟、樹黨、台灣21世紀議程協會聯合主辦「支持香港真普選，還我台灣真公投」記者會，時任台灣動物保護聯盟執行長的黃泰山出席。
2014年12月28日，針對河馬阿河事件，黃泰山在臉書留言呼籲民眾抵制疏於照料動物的天馬牧場。

## 言論
- 1990年7月至9月期間，黃泰山與鍾維達參加台灣獨立建國聯盟（獨盟）旗下秘密組織「台灣基督教城鄉宣教協會」（TURM）舉辦的美國夏令營，黃泰山於美國東部結識張金策。2008年1月11日，黃泰山回憶，「事後才知道，獨盟招待我們是有陰謀的，目的是吸收群眾當砲灰」[12]；夏令營後，獨盟在台北市士林區舉辦「現身大會」，現身大會上很多群眾被抓走[來源請求]，不久李登輝政府就允許獨盟成員回台灣。

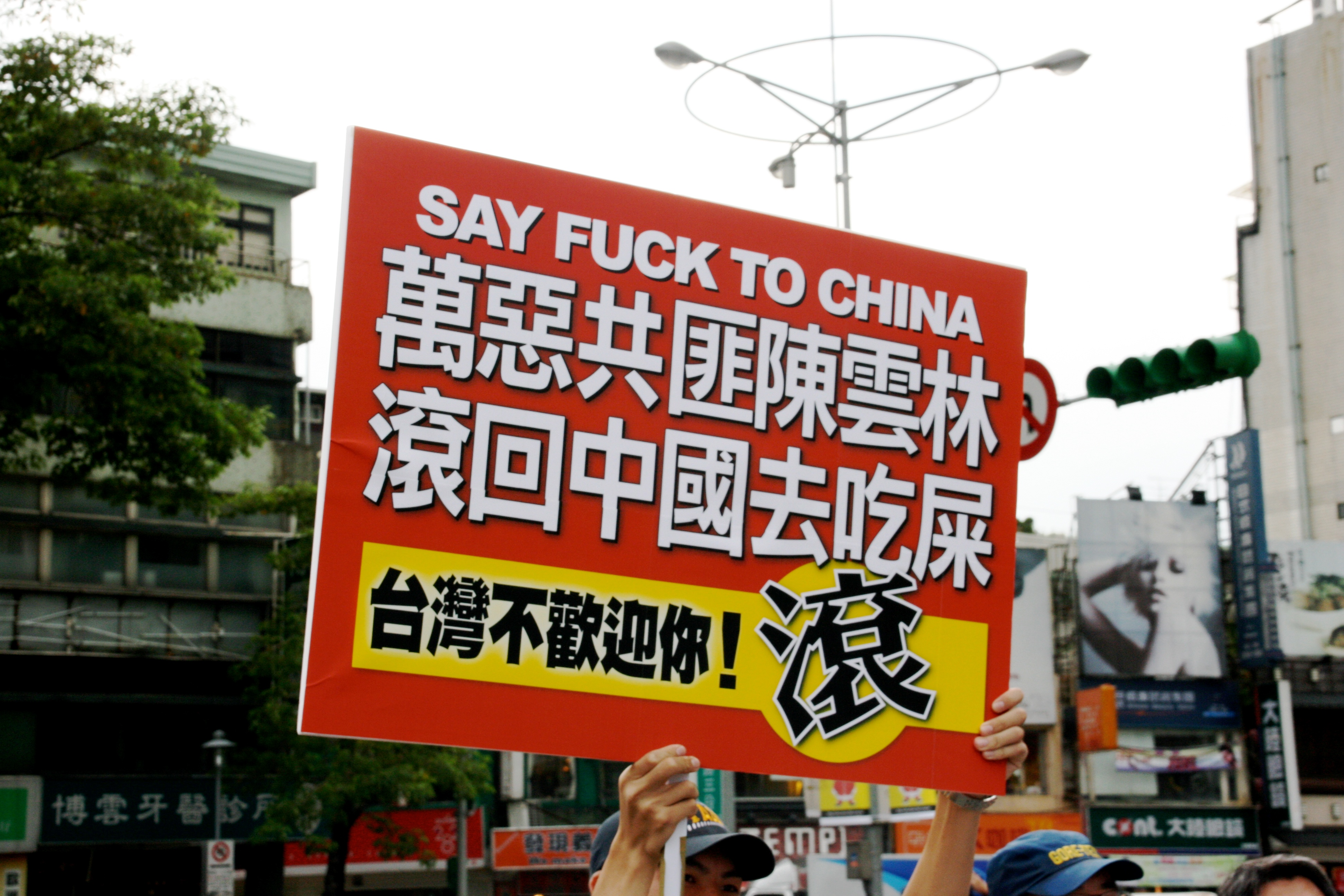
2007年，黃泰山批評，政黨輪替已經近八年，政治人物仍在玩弄威權時期的「共匪陰謀」伎倆。

- 2007年11月11日，黃泰山批評，台灣團結聯盟（台聯）在其精神領袖李登輝喊出「中間偏左」路線之後爆發內訌，情節宛如過去中國國民黨所編纂的「匪諜無孔不入」一般，令人聞之悚然。「政黨輪替已經近八年，政治人物仍在玩弄威權時期的「共匪陰謀」伎倆，真叫人嘆息。」[13]。

- 黃泰山認為，民進黨與1980至1990年代的街頭運動劃清界限，部分運動者卻還沉溺在那種激烈氛圍中，他們看到民進黨執政後吃香喝辣，沒走過街頭的政客接收了他們努力的成果，他們就很失落、覺得被騙，甚至有深綠的朋友恨民進黨甚於恨國民黨；他反諷，「我不認為民進黨有騙過群眾，是群眾會錯意，因為：民進黨只想建立新的現代化國家，從沒說過要照顧底層群眾」（2008年1月11日語[12]）。

- 2012年12月23日，社運風雲人物選拔委員會公布，第三屆社運風雲人物得主是釋昭慧與黃泰山[14]。2012年12月28日，社運風雲人物選拔委員會在立法院門口舉行第三屆社運風雲人物頒獎典禮，黃泰山出席受獎但自認不夠資格領獎，他說，目前《動物保護法》是一本「索命法典」，很多動物仍在受苦，牠們只能依法遭安置且不受人道對待，「在法律未修改前，我們這些動保人士無法開心地得這個獎」，因此他希望將獎牌與獎狀暫時寄放在主辦單位[15]。

## 個人生活
- 黃泰山是台灣知名的小兒麻痺症患者之一[16]。

## 外部連結
- YouTube黃泰山官方頻道 （页面存档备份，存于）